# Copa Libertadores 2017
Navigation
Édition précédente Édition suivante
La Copa Libertadores 2017 est la 58e édition de la Copa Libertadores. Le club vainqueur de la compétition est désigné champion d'Amérique du Sud 2017. Le vainqueur représente alors la CONMEBOL lors de la Coupe du monde de football des clubs 2017 et de la Recopa Sudamericana 2017.
La compétition change de formule cette année avec l'augmentation du nombre d'équipes engagées, qui passe de 38 à 47, pour un total de dix nations participantes puisque le Mexique choisit de n'engager aucun club, pour des soucis d'organisation du calendrier du championnat. De plus, dix équipes éliminées lors de la phase de groupes de la Libertadores sont repêchées en Copa Sudamericana 2017, à l'image de ce qui se fait en Europe entre la Ligue des champions et la Ligue Europa. Cette saison, les dix fédérations membres de la CONMEBOL peuvent aligner quatre équipes, sauf le Brésil et l'Argentine qui ont droit respectivement à 8 et 6 clubs. Un troisième tour préliminaire est ajouté puisque 28 clubs se qualifient directement pour la phase de poules, ne laissant que quatre places attribuées par le biais des tours préliminaires. Le tenant du titre, la formation colombienne de l'Atlético Nacional est automatiquement qualifié hors quota de sa fédération.

## Participants
| Nation               | Club                      | Mode de qualification                                        | Entrée en lice            |
| Argentine 6 équipes  | Lanús                     | Champion d'Argentine 2016                                    | Phase de groupes          |
| Argentine 6 équipes  | San Lorenzo               | Vice-champion d'Argentine 2016                               | Phase de groupes          |
| Argentine 6 équipes  | Estudiantes de La Plata   | 3e du championnat d'Argentine 2016                           | Phase de groupes          |
| Argentine 6 équipes  | Godoy Cruz                | 4e du championnat d'Argentine 2016                           | Phase de groupes          |
| Argentine 6 équipes  | River Plate               | Vainqueur de la Copa Argentina 2015-2016                     | Phase de groupes          |
| Argentine 6 équipes  | CA Tucumán                | 5e du championnat d'Argentine 2016                           | Second tour préliminaire  |
| Bolivie 4 équipes    | Sport Boys Warnes         | Vainqueur du Tournoi Apertura 2015                           | Phase de groupes          |
| Bolivie 4 équipes    | Jorge Wilstermann         | Vainqueur du Tournoi Clausura 2016                           | Phase de groupes          |
| Bolivie 4 équipes    | The Strongest             | 1er du classement cumulé du Championnat de Bolivie 2015-2016 | Second tour préliminaire  |
| Bolivie 4 équipes    | Universitario de Sucre    | 2e du classement cumulé du Championnat de Bolivie 2015-2016  | Premier tour préliminaire |
| Brésil 8 équipes     | Chapecoense               | Vainqueur de la Copa Sudamericana 2016                       | Phase de groupes          |
| Brésil 8 équipes     | Palmeiras                 | Champion du Brésil 2016                                      | Phase de groupes          |
| Brésil 8 équipes     | Grêmio                    | Vainqueur de la Coupe du Brésil 2016                         | Phase de groupes          |
| Brésil 8 équipes     | Flamengo                  | Vice-champion du Brésil 2016                                 | Phase de groupes          |
| Brésil 8 équipes     | Santos FC                 | 3e du championnat du Brésil 2016                             | Phase de groupes          |
| Brésil 8 équipes     | Atlético Mineiro          | 4e du championnat du Brésil 2016                             | Phase de groupes          |
| Brésil 8 équipes     | Botafogo                  | 5e du championnat du Brésil 2016                             | Second tour préliminaire  |
| Brésil 8 équipes     | Atlético Paranaense       | 6e du championnat du Brésil 2016                             | Second tour préliminaire  |
| Chili 4 équipes      | Universidad Católica      | Vainqueur du Tournoi Clausura 2016                           | Phase de groupes          |
| Chili 4 équipes      | Deportes Iquique          | 2e du Tournoi Apertura 2016                                  | Phase de groupes          |
| Chili 4 équipes      | Colo-Colo                 | Vainqueur de la Coupe du Chili 2016                          | Second tour préliminaire  |
| Chili 4 équipes      | Unión Española            | Vainqueur du play-off                                        | Second tour préliminaire  |
| Colombie 4+1 équipes | Atlético Nacional         | Vainqueur de la Copa Libertadores 2016                       | Phase de groupes          |
| Colombie 4+1 équipes | Independiente Medellin    | Vainqueur du Tournoi Apertura 2016                           | Phase de groupes          |
| Colombie 4+1 équipes | Independiente Santa Fe    | Vainqueur du Tournoi Clausura 2016                           | Phase de groupes          |
| Colombie 4+1 équipes | Millonarios               | 4e du classement cumulé du championnat de Colombie 2016      | Second tour préliminaire  |
| Colombie 4+1 équipes | Junior de Barranquilla    | 5e du classement cumulé du championnat de Colombie 2016      | Second tour préliminaire  |
| Équateur 4 équipes   | Barcelona SC              | Champion d'Équateur 2016                                     | Phase de groupes          |
| Équateur 4 équipes   | Emelec                    | Vice-champion d'Équateur 2016                                | Phase de groupes          |
| Équateur 4 équipes   | El Nacional               | 1er du classement cumulé du championnat d'Équateur 2016      | Second tour préliminaire  |
| Équateur 4 équipes   | Independiente del Valle   | 2e du classement cumulé du championnat d'Équateur 2016       | Premier tour préliminaire |
| Paraguay 4 équipes   | Club Libertad             | Vainqueur du tournoi Ouverture 2016                          | Phase de groupes          |
| Paraguay 4 équipes   | Club Guaraní              | Vainqueur du tournoi Clôture 2016                            | Phase de groupes          |
| Paraguay 4 équipes   | Club Olimpia              | 1er du classement cumulé du championnat du Paraguay 2016     | Second tour préliminaire  |
| Paraguay 4 équipes   | Club Deportivo Capiatá    | 2e du classement cumulé du championnat du Paraguay 2016      | Premier tour préliminaire |
| Pérou 4 équipes      | Sporting Cristal          | Champion du Pérou 2016                                       | Phase de groupes          |
| Pérou 4 équipes      | Melgar                    | Vice-champion du Pérou 2016                                  | Phase de groupes          |
| Pérou 4 équipes      | Universitario de Deportes | 3e du championnat du Pérou 2016                              | Premier tour préliminaire |
| Pérou 4 équipes      | Deportivo Municipal       | 4e du championnat du Pérou 2016                              | Second tour préliminaire  |
| Uruguay 4 équipes    | Peñarol                   | Champion d'Uruguay 2015-2016                                 | Phase de groupes          |
| Uruguay 4 équipes    | Club Nacional             | Vice-champion d'Uruguay 2015-2016                            | Phase de groupes          |
| Uruguay 4 équipes    | CA Cerro                  | 3e du championnat d'Uruguay 2015-2016                        | Second tour préliminaire  |
| Uruguay 4 équipes    | Montevideo Wanderers      | 4e du championnat d'Uruguay 2015-2016                        | Premier tour préliminaire |
| Venezuela 4 équipes  | Zamora FC                 | Champion du Venezuela 2016                                   | Phase de groupes          |
| Venezuela 4 équipes  | Zulia FC                  | Finaliste du championnat du Venezuela 2016                   | Phase de groupes          |
| Venezuela 4 équipes  | Carabobo FC               | 1er du classement cumulé du championnat du Venezuela 2016    | Second tour préliminaire  |
| Venezuela 4 équipes  | Deportivo Táchira         | 2e du classement cumulé du championnat du Venezuela 2016     | Premier tour préliminaire |

## Compétition

### Premier tour préliminaire
Les équipes classées 4e des six nations les moins performantes (Bolivie, Uruguay, Équateur, Pérou, Paraguay et Venezuela) entrent en lice pour décrocher l'une des trois places pour le second tour préliminaire. Les rencontres ont lieu les 23 et 27 janvier 2017.
| Match | Équipe 1               | Résultat | Équipe 2                | Aller | Retour |
| ----- | ---------------------- | -------- | ----------------------- | ----- | ------ |
| Q1    | Universitario de Sucre | 5 - 7    | Montevideo Wanderers    | 3 - 2 | 2 - 5  |
| Q2    | Deportivo Municipal    | 2 - 3    | Independiente del Valle | 0 - 1 | 2 - 2  |
| Q3    | Club Deportivo Capiatá | 1 - 0    | Deportivo Táchira       | 1 - 0 | 0 - 0  |

### Deuxième tour préliminaire
Les trois équipes qualifiées rejoignent treize clubs entrant en lice lors de ce second tour. Les rencontres aller ont lieu entre le 31 janvier et le 2 février 2017, les rencontres retour entre le 7 et le 9 février 2017. 
| Match | Équipe 1                | Résultat        | Équipe 2                  | Aller | Retour |
| ----- | ----------------------- | --------------- | ------------------------- | ----- | ------ |
| 1     | Atlético Paranaense     | 1 - 1 4 - 2 tab | Millonarios               | 1 - 0 | 0 - 1  |
| 2     | Botafogo                | 3 - 2           | Colo-Colo                 | 2 - 1 | 1 - 1  |
| 3     | CA Cerro                | 2 - 5           | Unión Española            | 2 - 3 | 0 - 2  |
| 4     | Carabobo FC             | 0 - 4           | Junior de Barranquilla    | 0 - 1 | 0 - 3  |
| 5     | CA Tucumán              | 3 - 2           | El Nacional               | 2 - 2 | 1 - 0  |
| 6     | Montevideo Wanderers    | 0 - 6           | The Strongest             | 0 - 2 | 0 - 4  |
| 7     | Independiente del Valle | 2 - 3           | Club Olimpia              | 1 - 0 | 1 - 3  |
| 8     | Club Deportivo Capiatá  | 4 - 3           | Universitario de Deportes | 1 - 3 | 3 - 0  |

### Troisième tour préliminaire
Les huit clubs qualifiés s'affrontent pour déterminer les quatre équipes qualifiées pour la phase de groupes. Deux équipes éliminées à ce stade de la compétition sont repêchées en Copa Sudamericana 2017. Les rencontres aller ont lieu entre le 14 et le 16 février 2017, les rencontres retour entre le 21 et le 23 février 2017.
| Match | Équipe 1               | Résultat     | Équipe 2               | Aller | Retour |
| ----- | ---------------------- | ------------ | ---------------------- | ----- | ------ |
| Q1    | Atlético Paranaense    | 4 - 3        | Club Deportivo Capiatá | 3 - 3 | 1 - 0  |
| Q2    | Botafogo               | 1 -1 tab 3-1 | Club Olimpia           | 1 - 0 | 0 - 1  |
| Q3    | Unión Española         | 1 - 6        | The Strongest          | 1 - 1 | 0 - 5  |
| Q4    | Junior de Barranquilla | 2 - 3        | CA Tucumán             | 1 - 0 | 1 - 3  |

- Le Club Olimpia et le Junior de Barranquilla sont repêchés en Copa Sudamericana 2017 en tant que meilleurs perdants de ce troisième tour préliminaire.

### Phase de groupes
Les quatre qualifiés via les tours préliminaires rejoignent les 28 équipes entrant en lice lors de la phase de poules. Les 32 formations sont réparties en huit poules de quatre et s'affrontent à deux reprises. Les deux premiers se qualifient pour les huitièmes de finale, les huit troisièmes sont repêchés en Copa Sudamericana 2017 et les quatrièmes sont éliminés.
Légende des classements
- Qualifié pour les huitièmes de finale
- Repêché en Copa Sudamericana 2017

Légende des résultats
- Victoire à domicile
- Match nul
- Victoire à l'extérieur

#### Groupe 1
| Rang | Équipe                  | Pts | J | G | N | P | Bp | Bc | Diff |  | Résultats (▼ dom., ► ext.) |     |     |     |     |
| ---- | ----------------------- | --- | - | - | - | - | -- | -- | ---- |  | -------------------------- | --- | --- | --- | --- |
| 1    | Botafogo                | 10  | 6 | 3 | 1 | 2 | 6  | 5  | +1   |  | Botafogo                   |     | 0-2 | 2-1 | 1-0 |
| 2    | Barcelona SC            | 10  | 6 | 3 | 1 | 2 | 8  | 8  | 0    |  | Barcelona SC               | 1-1 |     | 0-3 | 2-1 |
| 3    | Estudiantes de La Plata | 9   | 6 | 3 | 0 | 3 | 7  | 8  | -1   |  | Estudiantes de La Plata    | 1-0 | 0-2 |     | 1-0 |
| 4    | Atlético NacionalT      | 6   | 6 | 2 | 0 | 4 | 8  | 8  | 0    |  | Atlético NacionalT         | 0-2 | 3-1 | 4-1 |     |

#### Groupe 2
| Rang | Équipe                 | Pts | J | G | N | P | Bp | Bc | Diff |  | Résultats (▼ dom., ► ext.) |     |     |     |     |
| ---- | ---------------------- | --- | - | - | - | - | -- | -- | ---- |  | -------------------------- | --- | --- | --- | --- |
| 1    | Santos FC              | 12  | 6 | 3 | 3 | 0 | 11 | 4  | +7   |  | Santos FC                  |     | 2-0 | 3-2 | 4-0 |
| 2    | The Strongest La Paz   | 9   | 6 | 2 | 3 | 1 | 9  | 5  | +4   |  | The Strongest La Paz       | 1-1 |     | 2-0 | 5-1 |
| 3    | Independiente Santa Fe | 9   | 6 | 3 | 0 | 3 | 8  | 6  | +2   |  | Independiente Santa Fe     | 0-0 | 1-1 |     | 3-0 |
| 4    | Sporting Cristal       | 2   | 6 | 0 | 2 | 4 | 2  | 15 | -13  |  | Sporting Cristal           | 1-1 | 0-0 | 0-2 |     |

#### Groupe 3
| Rang | Équipe                 | Pts | J | G | N | P | Bp | Bc | Diff |  | Résultats (▼ dom., ► ext.) |     |     |     |     |
| ---- | ---------------------- | --- | - | - | - | - | -- | -- | ---- |  | -------------------------- | --- | --- | --- | --- |
| 1    | River Plate            | 13  | 6 | 4 | 1 | 1 | 14 | 9  | +5   |  | River Plate                |     | 1-1 | 1-2 | 4-2 |
| 2    | Emelec                 | 10  | 6 | 3 | 1 | 2 | 8  | 5  | +3   |  | Emelec                     | 1-2 |     | 1-0 | 3-0 |
| 3    | Independiente Medellin | 9   | 6 | 3 | 0 | 3 | 8  | 6  | +2   |  | Independiente Medellin     | 1-3 | 1-2 |     | 2-0 |
| 4    | Melgar                 | 3   | 6 | 1 | 0 | 5 | 6  | 14 | -8   |  | Melgar                     | 2-3 | 1-0 | 1-2 |     |

#### Groupe 4
| Rang | Équipe               | Pts | J | G | N | P | Bp | Bc | Diff |  | Résultats (▼ dom., ► ext.) |     |     |     |     |
| ---- | -------------------- | --- | - | - | - | - | -- | -- | ---- |  | -------------------------- | --- | --- | --- | --- |
| 1    | San Lorenzo          | 10  | 6 | 3 | 1 | 2 | 8  | 8  | 0    |  | San Lorenzo                |     | 0-1 | 2-1 | 2-1 |
| 2    | Atlético Paranaense  | 10  | 6 | 3 | 1 | 2 | 9  | 10 | -1   |  | Atlético Paranaense        | 0-3 |     | 2-1 | 2-2 |
| 3    | Flamengo             | 9   | 6 | 3 | 0 | 3 | 11 | 7  | +4   |  | Flamengo                   | 4-0 | 2-1 |     | 3-1 |
| 4    | Universidad Católica | 5   | 6 | 1 | 2 | 3 | 8  | 11 | -3   |  | Universidad Católica       | 1-1 | 2-3 | 1-0 |     |

#### Groupe 5
| Rang | Équipe            | Pts | J | G | N | P | Bp | Bc | Diff |  | Résultats (▼ dom., ► ext.) |     |     |     |     |
| ---- | ----------------- | --- | - | - | - | - | -- | -- | ---- |  | -------------------------- | --- | --- | --- | --- |
| 1    | Palmeiras         | 13  | 6 | 4 | 1 | 1 | 13 | 9  | +4   |  | Palmeiras                  |     | 1-0 | 3-1 | 3-2 |
| 2    | Jorge Wilstermann | 9   | 6 | 3 | 0 | 3 | 12 | 10 | +2   |  | Jorge Wilstermann          | 3-2 |     | 2-1 | 6-2 |
| 3    | Atlético Tucumán  | 7   | 6 | 2 | 1 | 3 | 8  | 10 | -2   |  | Atlético Tucumán           | 1-1 | 2-1 |     | 2-1 |
| 4    | Peñarol           | 6   | 6 | 2 | 0 | 4 | 11 | 15 | -4   |  | Peñarol                    | 2-3 | 2-0 | 2-1 |     |

#### Groupe 6
| Rang | Équipe            | Pts | J | G | N | P | Bp | Bc | Diff |  | Résultats (▼ dom., ► ext.) |     |     |     |     |
| ---- | ----------------- | --- | - | - | - | - | -- | -- | ---- |  | -------------------------- | --- | --- | --- | --- |
| 1    | Atlético Mineiro  | 13  | 6 | 4 | 1 | 1 | 17 | 6  | +11  |  | Atlético Mineiro           |     | 4-1 | 2-0 | 5-2 |
| 2    | Godoy Cruz        | 11  | 6 | 3 | 2 | 1 | 10 | 8  | +2   |  | Godoy Cruz                 | 1-1 |     | 1-1 | 2-0 |
| 3    | Club Libertad     | 6   | 6 | 1 | 3 | 2 | 7  | 9  | -2   |  | Club Libertad              | 1-0 | 1-2 |     | 1-1 |
| 4    | Sport Boys Warnes | 2   | 6 | 0 | 2 | 4 | 8  | 19 | -11  |  | Sport Boys Warnes          | 1-5 | 1-3 | 3-3 |     |

#### Groupe 7
| Rang | Équipe        | Pts | J | G | N | P | Bp | Bc | Diff |  | Résultats (▼ dom., ► ext.) |     |     |      |     |
| ---- | ------------- | --- | - | - | - | - | -- | -- | ---- |  | -------------------------- | --- | --- | ---- | --- |
| 1    | Lanús         | 13  | 6 | 4 | 1 | 1 | 13 | 3  | +10  |  | Lanús                      |     | 0-1 | 3-01 | 5-0 |
| 2    | Club Nacional | 8   | 6 | 2 | 2 | 2 | 5  | 3  | +2   |  | Club Nacional              | 0-1 |     | 3-0  | 0-1 |
| 3    | Chapecoense   | 7   | 6 | 2 | 1 | 3 | 6  | 12 | -6   |  | Chapecoense                | 1-3 | 1-1 |      | 2-1 |
| 4    | Zulia FC      | 5   | 6 | 1 | 2 | 3 | 4  | 10 | -6   |  | Zulia FC                   | 1-1 | 0-0 | 1-2  |     |

1 La CONMEBOL a décerné à Lanús une victoire 3-0 à la suite de la sélection du joueur de Chapecoense Luiz Otávio alors qu'il était pas inscrit sur la feuille de match. Le match s'est terminé à l'origine sur le score de 1-2 pour Chapecoense.

#### Groupe 8
| Rang | Équipe           | Pts | J | G | N | P | Bp | Bc | Diff |  | Résultats (▼ dom., ► ext.) |     |     |     |     |
| ---- | ---------------- | --- | - | - | - | - | -- | -- | ---- |  | -------------------------- | --- | --- | --- | --- |
| 1    | Grêmio           | 13  | 6 | 4 | 1 | 1 | 15 | 6  | +9   |  | Grêmio                     |     | 4-1 | 3-2 | 4-0 |
| 2    | Club Guaraní     | 11  | 6 | 3 | 2 | 1 | 9  | 7  | +2   |  | Club Guaraní               | 1-1 |     | 0-0 | 3-1 |
| 3    | Deportes Iquique | 10  | 6 | 3 | 1 | 2 | 12 | 9  | +3   |  | Deportes Iquique           | 2-1 | 0-1 |     | 4-3 |
| 4    | Zamora FC        | 0   | 6 | 0 | 0 | 6 | 6  | 20 | -14  |  | Zamora FC                  | 0-2 | 1-3 | 1-4 |     |

### Phase finale

#### Classement des équipes qualifiées
| 1                                                       | Atlético Mineiro    | 13 | +11          |
| 2                                                       | Lanús               | 13 | +10          |
| 3                                                       | Grêmio              | 13 | +9           |
| 4                                                       | River Plate         | 13 | +5           |
| 5                                                       | Palmeiras           | 13 | +4           |
| 6                                                       | Santos FC           | 12 | +7           |
| 7                                                       | Botafogo            | 10 | +1           |
| 8                                                       | San Lorenzo         | 10 | 0            |
| 9                                                       | Godoy Cruz          | 11 | +2 (10 buts) |
| 10                                                      | Club Guaraní        | 11 | +2 (9 buts)  |
| 11                                                      | Emelec              | 10 | +3           |
| 12                                                      | Barcelona SC        | 10 | 0            |
| 13                                                      | Atlético Paranaense | 10 | -1           |
| 14                                                      | The Strongest       | 9  | +4           |
| 15                                                      | Jorge Wilstermann   | 9  | +2           |
| 16                                                      | Club Nacional       | 8  | +2           |
| Légende: - Vainqueurs de groupe. - Deuxièmes de groupe. |                     |    |              |

#### Tableau final
Les matchs de la phase finale sont à élimination directe. En cas de match nul à la fin du temps réglementaire, une prolongation de deux fois quinze minutes est jouée (une victoire après prolongation est indiquée par (a.p.) dans le tableau). Les règles dites du but en or ou du but en argent ne s'appliquent pas. Si les deux équipes sont toujours à égalité, une séance de tirs au but (t.a.b.) détermine le vainqueur.
|  | Huitièmes de finale | Huitièmes de finale | Huitièmes de finale |                   |   | Quarts de finale | Quarts de finale | Quarts de finale |  |  | Demi-finales | Demi-finales | Demi-finales |  |  | Finale | Finale | Finale |
|  |                     |                     |                     |                   |   |                  |                  |                  |  |  |              |              |              |  |  |        |        |        |
|  |                     |                     |                     |                   |   |                  |                  |                  |  |  |              |              |              |  |  |        |        |        |
|  |                     |                     |                     |                   |   |                  |                  |                  |  |  |              |              |              |  |  |        |        |        |
|  | Club Nacional       | 0                   | 0                   |                   |   |                  |                  |                  |  |  |              |              |              |  |  |        |        |        |
|  | Club Nacional       | 0                   | 0                   |                   |   |                  |                  |                  |  |  |              |              |              |  |  |        |        |        |
|  | Botafogo            | 1                   | 2                   |                   |   |                  |                  |                  |  |  |              |              |              |  |  |        |        |        |
|  | Botafogo            | 1                   | 2                   | Botafogo          | 0 | 0                |                  |                  |  |  |              |              |              |  |  |        |        |        |
|  |                     |                     |                     | Botafogo          | 0 | 0                |                  |                  |  |  |              |              |              |  |  |        |        |        |
|  |                     | Grêmio              | 0                   | 1                 |   |                  |                  |                  |  |  |              |              |              |  |  |        |        |        |
|  | Godoy Cruz          | Grêmio              | 0                   | 1                 | 0 | 1                |                  |                  |  |  |              |              |              |  |  |        |        |        |
|  | Godoy Cruz          |                     |                     |                   | 0 | 1                |                  |                  |  |  |              |              |              |  |  |        |        |        |
|  | Grêmio              | 1                   | 2                   |                   |   |                  |                  |                  |  |  |              |              |              |  |  |        |        |        |
|  | Grêmio              | 1                   | 2                   | Grêmio            | 3 | 0                |                  |                  |  |  |              |              |              |  |  |        |        |        |
|  |                     |                     |                     | Grêmio            | 3 | 0                |                  |                  |  |  |              |              |              |  |  |        |        |        |
|  |                     | Barcelona SC        | 0                   | 1                 |   |                  |                  |                  |  |  |              |              |              |  |  |        |        |        |
|  | Barcelona SC        | Barcelona SC        | 0                   | 1                 | 1 | 0 (5)            |                  |                  |  |  |              |              |              |  |  |        |        |        |
|  | Barcelona SC        |                     |                     |                   | 1 | 0 (5)            |                  |                  |  |  |              |              |              |  |  |        |        |        |
|  | Palmeiras           | 0                   | 1 (4)               |                   |   |                  |                  |                  |  |  |              |              |              |  |  |        |        |        |
|  | Palmeiras           | 0                   | 1 (4)               | Barcelona SC      | 1 | 1                |                  |                  |  |  |              |              |              |  |  |        |        |        |
|  |                     |                     |                     | Barcelona SC      | 1 | 1                |                  |                  |  |  |              |              |              |  |  |        |        |        |
|  |                     | Santos FC           | 1                   | 0                 |   |                  |                  |                  |  |  |              |              |              |  |  |        |        |        |
|  | Atlético Paranaense | Santos FC           | 1                   | 0                 | 2 | 0                |                  |                  |  |  |              |              |              |  |  |        |        |        |
|  | Atlético Paranaense |                     |                     |                   | 2 | 0                |                  |                  |  |  |              |              |              |  |  |        |        |        |
|  | Santos FC           | 3                   | 1                   |                   |   |                  |                  |                  |  |  |              |              |              |  |  |        |        |        |
|  | Santos FC           | 3                   | 1                   | Grêmio            | 1 | 2                |                  |                  |  |  |              |              |              |  |  |        |        |        |
|  |                     |                     |                     | Grêmio            | 1 | 2                |                  |                  |  |  |              |              |              |  |  |        |        |        |
|  |                     | Lanús               | 0                   | 1                 |   |                  |                  |                  |  |  |              |              |              |  |  |        |        |        |
|  | Emelec              | Lanús               | 0                   | 1                 | 0 | 1 (4)            |                  |                  |  |  |              |              |              |  |  |        |        |        |
|  | Emelec              |                     |                     |                   | 0 | 1 (4)            |                  |                  |  |  |              |              |              |  |  |        |        |        |
|  | San Lorenzo         | 1                   | 0 (5)               |                   |   |                  |                  |                  |  |  |              |              |              |  |  |        |        |        |
|  | San Lorenzo         | 1                   | 0 (5)               | San Lorenzo       | 2 | 0 (3)            |                  |                  |  |  |              |              |              |  |  |        |        |        |
|  |                     |                     |                     | San Lorenzo       | 2 | 0 (3)            |                  |                  |  |  |              |              |              |  |  |        |        |        |
|  |                     | Lanús               | 0                   | 2 (4)             |   |                  |                  |                  |  |  |              |              |              |  |  |        |        |        |
|  | The Strongest       | Lanús               | 0                   | 2 (4)             | 1 | 0                |                  |                  |  |  |              |              |              |  |  |        |        |        |
|  | The Strongest       |                     |                     |                   | 1 | 0                |                  |                  |  |  |              |              |              |  |  |        |        |        |
|  | Lanús               | 1                   | 1                   |                   |   |                  |                  |                  |  |  |              |              |              |  |  |        |        |        |
|  | Lanús               | 1                   | 1                   | Lanús             | 0 | 4                |                  |                  |  |  |              |              |              |  |  |        |        |        |
|  |                     |                     |                     | Lanús             | 0 | 4                |                  |                  |  |  |              |              |              |  |  |        |        |        |
|  |                     | River Plate         | 1                   | 2                 |   |                  |                  |                  |  |  |              |              |              |  |  |        |        |        |
|  | Jorge Wilstermann   | River Plate         | 1                   | 2                 | 1 | 0                |                  |                  |  |  |              |              |              |  |  |        |        |        |
|  | Jorge Wilstermann   |                     |                     |                   | 1 | 0                |                  |                  |  |  |              |              |              |  |  |        |        |        |
|  | Atlético Mineiro    | 0                   | 0                   |                   |   |                  |                  |                  |  |  |              |              |              |  |  |        |        |        |
|  | Atlético Mineiro    | 0                   | 0                   | Jorge Wilstermann | 3 | 0                |                  |                  |  |  |              |              |              |  |  |        |        |        |
|  |                     |                     |                     | Jorge Wilstermann | 3 | 0                |                  |                  |  |  |              |              |              |  |  |        |        |        |
|  |                     | River Plate         | 0                   | 8                 |   |                  |                  |                  |  |  |              |              |              |  |  |        |        |        |
|  | Club Guaraní        | River Plate         | 0                   | 8                 | 0 | 1                |                  |                  |  |  |              |              |              |  |  |        |        |        |
|  | Club Guaraní        |                     |                     |                   | 0 | 1                |                  |                  |  |  |              |              |              |  |  |        |        |        |
|  | River Plate         | 2                   | 1                   |                   |   |                  |                  |                  |  |  |              |              |              |  |  |        |        |        |
|  | River Plate         | 2                   | 1                   |                   |   |                  |                  |                  |  |  |              |              |              |  |  |        |        |        |

• Note 1 : L'équipe indiquée en première position de chaque match joue le match retour à domicile.
• Note 2 : Dans le cas où deux équipes d'un même pays atteignent les demi-finales, elles devront s'affronter dans la même demi-finale.

#### Huitièmes de finale
| Équipe              | Aller | Total         | Retour | Équipe           |
| ------------------- | ----- | ------------- | ------ | ---------------- |
| Godoy Cruz          | 0 - 1 | 1 - 3         | 1 -2   | Grêmio           |
| Club Nacional       | 0 - 1 | 0 - 3         | 0 - 2  | Botafogo         |
| Barcelona SC        | 1 - 0 | 1 - 1 5-4 tab | 0 - 1  | Palmeiras        |
| Atlético Paranaense | 2 - 3 | 2 - 4         | 0 - 1  | Santos FC        |
| The Strongest       | 1 - 1 | 1 - 2         | 0 - 1  | Lanús            |
| Emelec              | 0 - 1 | 1 - 1 4-5 tab | 1 - 0  | San Lorenzo      |
| Jorge Wilstermann   | 1 - 0 | 1 - 0         | 0 - 0  | Atlético Mineiro |
| Club Guaraní        | 0 - 2 | 1 - 3         | 1 - 1  | River Plate      |

#### Quarts de finale
| Équipe            | Aller | Total         | Retour | Équipe      |
| ----------------- | ----- | ------------- | ------ | ----------- |
| Botafogo          | 0 - 0 | 0 - 1         | 0 - 1  | Grêmio      |
| Barcelona SC      | 1 - 1 | 2 - 1         | 1 - 0  | Santos FC   |
| CA San Lorenzo    | 2 - 0 | 2 - 2 3-4 tab | 0 - 2  | Lanús       |
| Jorge Wilstermann | 3 - 0 | 3 - 8         | 0 - 8  | River Plate |

#### Demi-finales
| Équipe       | Aller | Total | Retour | Équipe |
| ------------ | ----- | ----- | ------ | ------ |
| Barcelona SC | 0 - 3 | 1 - 3 | 1 - 0  | Grêmio |
| River Plate  | 1 - 0 | 3 - 4 | 2 - 4  | Lanús  |

#### Finale
La finale se joue en deux rencontres où l'équipe la mieux classée à l'issue de la phase de groupes reçoit lors de la manche retour. Si, à l'issue de la double confrontation, les deux équipes ne peuvent se départager, alors la règle du but à l'extérieur ne s'applique pas et une période de prolongations de 30 minutes est jouée puis une séance de tirs au but si l'égalité persiste.
| Équipe | Aller | Total | Retour | Équipe |
| ------ | ----- | ----- | ------ | ------ |
| Grêmio | 1 - 0 | 3 - 1 | 2 - 1  | Lanús  |

| 22 novembre 2017 | Grêmio     | 1 - 0 | Lanús | Arena do Grêmio, Porto Alegre                   |                                                 |
| 21:45 UTC-2      | Cícero 82e |       |       | Spectateurs : 55 188 Arbitrage : Julio Bascuñán | Spectateurs : 55 188 Arbitrage : Julio Bascuñán |
| 21:45 UTC-2      | Rapport    |       |       | Spectateurs : 55 188 Arbitrage : Julio Bascuñán | Spectateurs : 55 188 Arbitrage : Julio Bascuñán |

| 29 novembre 2017 | Lanús           | 1 - 2 | Grêmio                   | Estadio Ciudad de Lanús, Lanús                   |                                                  |
| 20:45 UTC-3      | Sand 71e (pen.) |       | 26e Fernandinho 41e Luan | Spectateurs : 45 000 Arbitrage : Enrique Cáceres | Spectateurs : 45 000 Arbitrage : Enrique Cáceres |
| 20:45 UTC-3      | Rapport         |       |                          | Spectateurs : 45 000 Arbitrage : Enrique Cáceres | Spectateurs : 45 000 Arbitrage : Enrique Cáceres |